# Compañía Sueca de África
La Compañía Sueca de África (en sueco: Svenska Afrikanska Kompaniet) fue una compañía privilegiada sueca, fundada en 1649 bajo la iniciativa del comerciante valón-neerlandés Louis De Geer y su hijo Laurens, quienes habían hecho de Suecia su segundo hogar. El objetivo principal de la compañía era el de establecer actividades comerciales en la Costa de Oro Sueca. El establecimiento de la compañía causó una gran sorpresa en el concejo municipal de Ámsterdam.

## Historia
En 1648 la carta de De Geer para la exportación de cobre sueco llegó a su fin. Junto con su hijo Laurens, y con una carta real de Cristina I de Suecia, fundó la Compañía Sueca de África. La compañía fue fundada luego de que Hendrik Carloff, un ex alto funcionario de la Compañía Neerlandesa de las Indias Occidentales ofreciera su ayuda, promoviendo su buena relación con un jefe local.
Caerloff fue contratado por tres años como comandante y director con un salario de cien florines y una onza de oro al mes para cubrir sus gastos. Se embarcó en el Elba y partió hacia África. Llegó a la Costa de Oro el 22 de abril de 1650. Caroff firmó un contrato para compra de tierras del jefe efutu. Había un conflicto con la Compañía de Guinea que estaba negociando con Henniqua, un primo del rey de los fetu sobre el establecimiento de puesto comercial británico. El 28 de mayo de 1650 tanto los suecos como los británicos firmaron un tratado con el jefe, pero los británicos solo obtuvieron derechos comerciales por medio año.
Carloff ocupó Butre en 1659, Annemabo en 1651 y Orsou en 1652. Al regresar en septiembre de 1652 Carloffy su barco Christina fueron capturados y llevados a Plymouth. Su barco llevaba consigo veinte bolsas de oro y 6.500 dientes de elefante. Los anillos, brazaletes y collares de oro fueron llevados a la Torre de Londres. Mientras, sus hombres comenzaron la construcción del Fuerte Carolusborg y conquistaron Fuerte Witsen en 1653. En Suecia, Carloff fue ascendido a general e investido como caballero el 3 de mayo de 1654 bajo el nombre de Carloffer. Parece que participó en la ocupación de Jumore y Cabo en 1655. En 1656 Fuerte Batenstein fue recapturado por los neerlandeses. En 1656 Carloff fue acusado de realizar comercio privado, y Johann Pilipp von Krusenstjerna se hizo cargo del puesto de gobernador. Carloff dejó la colonia molesto y desertó a los daneses el 27 de marzo de 1657.
Así fue que Carloff fundó la Compañía Danesa de África y recapturó Carolusburgo de los Suecos. Debido a la guerra sueco-danesa se le ordenó vender el fuerte a los neerlandeses en caso de que la guarnición se vea en problemas.
El establecimiento tanto de las Compañías Danesa y Sueca de África debe ser visto bajo la luz de la mala administración de la Compañía Danesa de la Indias Occidentales. Esta compañía entró en quiebra tanto en 1636 como en 1647, y finalmente fue disuelta en 1674. Tanto la Compañía Sueca como la Compañía Danesafueron fundadas por neerlandeses que estaban tratando de escapar el monopolio de la Compañía Neerlandesa de las Indias Occidentales y pretendían aprovecharse del mal manejo de esta última para ganar dinero en forma independiente.
La Compañía Sueca de África fue abolida formalmente en 1663, luego de que la Compañía de las Indias Occidentales pagara daños por compensación a los suecos.